# Côte Pavée
La Côte Pavée est un quartier résidentiel bourgeois de Toulouse, en France, situé sur les hauteurs de l'est de la ville. On y trouve de très belles maisons et villa avec des vues sur toute la plaine toulousaine. Le nom de côte Pavée est le nom commun et traditionnel de l'avenue Jean-Rieux. 

## Origine du nom
La Côte Pavée est le nom du chemin partant du pont du canal, dit Pont Montaudran, et escaladant le coteau. On disait plus précisément : Côte Pavée Montaudran, en occitan la Còsta pavada), depuis 1890, précisant l'ancien nom : chemin Haut de Montaudran. C'est aujourd'hui l'avenue Jean-Rieux depuis 1947, ancien maire de Toulouse dès 1906.

## Histoire
Après l'établissement du Canal du Midi en 1681, on tente de régler l'afflux des eaux descendant du coteau et entraînant les terres, envahissant les ports Saint-Étienne et Saint-Sauveur, et entravant les chargements des marchandises. Il faut fixer le sol, dans les parties en forte pente, sur les chemins de Balma, (rue du Pont-Guilheméry, et l'avenue Camille-Pujol) et de Montaudran en les pavant. Ces installations sont restaurées en 1766 et en 1783.
L'usage courant du nom se démocratise avec la venue des transports en commun. Dès le 1er janvier 1885, une ligne est installée, avec des véhicules routiers à traction hippomobile, dits « Car Ripert ». Ceux-ci relient le Capitole à la Côte-Pavée, par la halle aux blés (Actuelle Halle aux grains). 
Le 1er janvier 1907, des rails sont posés, et le service assuré par des tramways hippomobiles. Le 12 avril 1910, c'est le tramway électrique qui s'installe. En 1921, la ligne devient le « 22 » puis « Linéo 8 » le 4 septembre 2017 (elle l'est encore aujourd'hui : Ligne L8: Marengo SNCF - Gonin, par l'avenue Jean-Rieux). En 1934, les voies sont rénovées. 
L'annonce du conducteur du tramways était : « Tïn, tïn, Còsta Pavada. »
Du point de vue de la géographie urbaine, le quartier, est constitué autour du poumon vert qu'est le parc du collège du Caousou. L'habitat consiste généralement en des maisons de villes, des toulousaines, à un, parfois, deux niveaux, elles ont pour caractéristiques de posséder une façade symétrique, et des décorations en terre cuite, souvent issues des ateliers Giscard, spécialiste de ce type d'ornements. Les hauteurs du quartier sont occupées par de grandes villas construites entre les deux guerres. Le reste des habitations est formé de petits locatifs et des résidences. 

## Géographie
Le quartier est situé sur les hauteurs de la ville. Il est entouré par les quartiers du Pont-des-Demoiselles au sud, la Terrasse au sud-est, du Château de l’Hers au nord-est, Guilheméry au nord, Saint-Étienne à l'ouest et le Busca au sud-ouest.

## Lieux remarquables
Il existe une annexe du réseau des bibliothèques de Toulouse dans le quartier, la Bibliothèque annexe de la Côte Pavée. On peut également y trouver le port Saint-Sauveur sur le bord du canal du Midi.

## Voie de communication et transports

### Transports en commun
Le quartier figure sur le tracé de la troisième ligne du métro toulousain  Toulouse Aerospace Express, où il aura deux stations de métro.
- Côte Pavée
  -   (2028)
  - L8
- Limayrac – Cité de l'Espace
  -   (2028)
- François Verdier (à proximité)
  - L1L7L8L14293844

Le quartier est desservi par les lignes L8 2337

### Axes routiers
- Autoroute A61 (rocade est) : Accès n°17 au Château de l'Hers.

Les deux principales artères du quartier sont l'avenue Jean-Rieux et le boulevard Deltour.